# Batalha de Gidá (1813)
A Batalha de Gidá (em turco:  Cidde Muharebesi) foi travada em 1813, no oeste do porto de Gidá, na Arábia Saudita, como parte da Guerra Otomano–Arábia. 
O exército otomano, liderado por Tuçune Paxá, chegou de Medina, e um novo exército liderado por seu pai, Maomé Ali, veio do Egito. As forças egípcias retomou a cidade imediatamente, e o xarife apontado pelos otomanos foi enviado para Constantinopla como prisioneiro. Alguns dias mais tarde, estas forças tomaram Meca, e o Sultão Mamude II restaurou Ghalib Efendi no cargo de xarife do Hejaz.